# Sanmao (escriptora)
Chen Mao-ping (en xinès tradicional: 陳懋平; en xinès simplificat: 陈懋平; en pinyin: Chén Màopíng), coneguda pel pseudòmin Sanmao (三毛, en xinès; Sānmáo, en pinyin) i coneguda a Occident com Echo Chen (26 de març de 1943, Chongqing, província de Zhejiang - Taipei, 4 de gener de 1991) va ser una escriptora taiwanesa. Va ser una dona que va viatjar per tot el món i ha esdevingut un referent per la joventut i, més concretament, per les noies xineses. A la dècada del 1970, Sanmao es va fer famosa pels relats que publicava sobre la seva vida exòtica al desert del Sàhara. La seva obra més coneguda és Diaris del Sàhara i és la traductora de Mafalda al xinès. Un altre escrit molt famós és el poema L'olivera dels somnis, que s'ha convertit en una cançó popular a la Xina. Va morir a l'hospital l'any 1991.

## Biografia

### Nom
El seu nom era Chen Mao-ping, però quan era petita li resultava molt complicat escriure el caràcter «懋» i va decidir canviar-se el nom per dir-se Chen Ping. Quan Chen Ping va arribar a Occident se la coneixia amb el nom d'Echo Chen.
Tot i això, l'escriptora és més coneguda pel seu pseudònim, Sanmao, que vol dir «tres pèls». Va escollir aquest pseudònim que és el nom del personatge de còmic més conegut de l'autor Zhang Leping. Aquest personatge era un nen sense por que anava pel món, cosa que té similituds amb l'esperit de Chen Ping.

### Infància
El 26 de març de 1943, Chen Ping va néixer a Chongqing, província de Zhejiang (Xina). El seu pare, Chen Siqing, era un advocat reeixit i la seva mare era Miao Jinlan. A casa eren quatre germans: Chen Ping, una germana més gran, Chen Tianxin, i dos germans més petits, Chen Sheng i Chen Jie. Un cop acabada la Segona Guerra Sino-Japonesa es van haver de traslladar a Nanjing i llavors a Taipei (Taiwan).

### Juventut
El 1949, any en què van arribar a Taiwan, Chen Ping va tenir dificultats a l'hora d'adaptar-se al sistema educatiu tan estricte que hi havia. Va tenir un problema amb un professor de matemàtiques que la va deixar en ridícul davant de tota la classe: li va dibuixar dos grans cercles al voltant dels ulls per haver respost malament a una pregunta. A partir de llavors, Chen Ping va deixar d'anar a l'escola i seguia l'educació des de casa. Li agradava molt llegir tan literatura xinesa com literatura occidental i el seu pare era qui li ensenyava coses sobre literatura i anglès. Els seus pares van contractar un professor particular, l'artista Gu Fusheng, el qual encoratjava a la jove Chen Ping a llegir a través de revistes de literatura moderna.
Chen Ping va estudiar filosofia a la Universitat de Taipei i amb només dinou anys ja publicava els seus escrits. El 1967 va marxar a Espanya a casa d'uns coneguts de la família per estudiar espanyol i anar a la universitat a Madrid. Allà va conèixer a José María Quero Ruiz, que era un estudiant de secundària i l'home amb el qual es casaria anys després. Més endavant, va anar a estudiar a Alemanya i a Chicago (Estats Units), on aprofitava per treballar i poder viatjar. Durant aquests anys va tenir diverses parelles, entre elles un professor alemany amb qui s'havia de casar, però que la nit abans de contraure matrimoni va morir. Finalment, va tornar a Taiwan i s'hi va estar un any, però el 1972 va decidir tornar a Espanya.

### Casament i vida al Sàhara espanyol
El 1972, Chen Ping va tornar a Espanya i es va retrobar amb José María Quero, a qui havia conegut sis anys enrere. En aquell moment José ja no era un estudiant de secundària, sinó que ja s'havia graduat a la universitat, havia completat el servei militar i, fins i tot, tenia una llicència de sumbarinisme. Chen Ping i José María Quero van començar una relació sentimental i poc després José va trobar feina en una mina de fosfat al Sàhara espanyol. Els dos van decidir anar a viure al desert del Sàhara (més concretament a la ciutat d'Al-Aiun) i l'any 1974 es van casar i van viure el principi del seu matrimoni al Sàhara Occidental.
La vida al Sàhara no va ser fàcil, perquè la relació amb la gent local a vegades era complicada. Va ser llavors quan Chen Ping va començar a utilitzar el pseudònim de Sanmao per escriure relats sobre la vida i el coneixement del desert del Sàhara Occidental que es publicaven al diari United Daily de Taiwan. Aquests relats van atraure a molts lectors, perquè explicaven històries d'un matrimoni que eren molt exòtiques. Aquests relats escrits des del Sàhara es van publicar en un llibre Diaris del Sàhara per l'editorial taiwanesa Crown. Un dels relats més coneguts és «El plor dels camells».

### Del desert del Sàhara a les illes Canàries
L'any 1975, Marroc va organitzar la Marxa Verda i les tropes mauritanes i marroquines van començar a ocupar el Sàhara Occidental i, el 1976, Espanya es va retirar del Sàhara espanyol. A causa d'aquests esdeveniments, Sanmao i José van abandonar el desert del Sàhara i es van instal·lar a les illes Canàries. Van viure a l'illa de Gran Canaria i després a l'illa de La Palma, on l'any 1979 va morir José María Quero en un accident de submarinisme mentre Sanmao havia anat a trobar-se amb els seus pares fora de l'illa. Després de la mort del seu marit, Sanmao va experimentar un gran impacte emocional i va tornar a Taiwan per estar amb els seus pares.
La tomba de José està l'illa de La Palma i es va convertir en un lloc de pelegrinatge pels xinesos que visiten l'illa i són seguidors de Sanmao. Actualment, a l'illa de La Palma hi ha la «Ruta Sanmao» i és un atractiu turístic pels visitants asiàtics.

### Tornada a Taiwan
A finals del 1981, el diari United Daily News de Taiwan va proposar a Sanmao que marxés a l'Amèrica Central i del sud durant mig any per escriure el que veiés. A mitjans del 1982 va tornar a Taiwan per fer una conferència sobre allò que havia conegut dels països on havia estat.
El 1982, Sanmao es va convertir en professora associada a la Universitat Nacional de Taiwan i era molt popular entre els estudiants. El 1984 va renunciar al seu lloc de treball com a professora degut a problemes de salut.

### Mort
El 4 de gener de 1991, i amb 47 anys, Sanmao va aparèixer morta en un hospital de Taipei on estava ingressada per un problema de salut. La teoria principal és que va ser un suïcidi, perquè es trobava en un estat de debilitat psicològica, tot i que mai s'ha sabut la verdadera causa de la seva mort.

## Obra
L'obra de Sanmao és difícil de traçar, perquè hi ha les dates de les publicacions en revistes i les dates de les publicacions dels reculls que ha fet l'editorial Crown. En català i castellà hi ha alguns dels seus relats traduïts i recollits en els llibres Diaris del Sàhara, Diaris de les Canàries i Diaris d'enlloc, publicats per l'editorial Rata a Barcelona.

### Llibres
- Diaris del Sàhara – 《撒哈拉的故事》, Sahala de Gushi: Crown Publishing (1976)
- L'època de pluges no tornarà  – 《雨季不再來》, Yuji Bu Zai Lai: Crown Publishing (1976)
- El somriure de l'espantaocells – 《稻草人手记》, Daocaoren Shouji: Crown Publishing 1977)
- El plor dels camells  –  《哭泣的骆驼》, Kuqi de Luoduo: Crown Publishing (1977)
- Nit delicada –《溫柔的夜》, Wenrou de Ye: Crown Publishing (1979)
- Les flors perdudes en els somnis – 《梦里花落知多少》, Meng Li Hua Luo Zhi Duo Shao: Crown Publishing (1981)
- Les tribulacions d'un llarg viatge – 《万水千山走遍》, Wanshui Qianshan Zou Bian: Crown Publishing (1982)
- Et regalo un cavall – 《送你一匹马》, Song Ni Yi Pi Ma: Crown Publishing (1983)
- De tot arreu – 《倾城》, Qingcheng: Crown Publishing (1985)
- Converses de cor a cor – 《谈心》, Tanxin: Crown Publishing (1985)
- Pensaments – 《隨想》, Sui Xiang: Crown Publishing (1985)
- Els meus tresors – 《我的宝贝》, Wo de Baobei: Crown Publishing (1987)
- Records dels sons – 《闹学记》, Nao Xue Ji: Crown Publishing (1989)
- Estimada Sanmao – 《亲爱的三毛》, Qin'ai de Sanmao: Crown Publishing (1991)
- El paradís de la felicitat – 《我的快乐天堂》, Wo de Kuaile Tiantang: Crown Publishing (1993)
- L'altiplà dels lliris – 《高原的百合花》, Gaoyuan de Baihehua: Crown Publishing (1993)
- La meva ànima sobre el paper – 《我的灵魂骑在纸背》, Wo de Linghun Qi Zai Zhi Bei Shang: Crown Publishing (2001)

### Traduccions
- Mafalda (1980) –《娃娃看天下（一）》,《娃娃看天下（二）》, Wawa Kan Tianxia)
- Song of Orchid Island (1980) – (《蘭嶼之歌》, Lanyu zhi Ge) (P. Barry Martinson)
- Chingchuan story (1980) – (《清泉故事》, Qingquan Gushi) (P. Barry Martinson)
- Journey to Mexico (1980) – (《剎那時光》, Chana Shiguang) (P. Barry Martinson)

### Poemes
- L'olivera somiada (《梦中的橄榄树》, Meng Zhong de Ganlanshu): poema dedicat al seu home José María Quero i que s'ha convertit en una cançó popular xinesa.

### Guions
- Pols vermella (1990) – (《滚滚红尘》, Gungun Hongchen)